# Skäråssjön
Skäråssjön är en sjö i Hudiksvalls kommun i Hälsingland och ingår i Harmångersåns huvudavrinningsområde. Sjön är 35 meter djup, har en yta på 4,28 kvadratkilometer och befinner sig 178 meter över havet. Sjön avvattnas av vattendraget Sylån.

## Delavrinningsområde
Skäråssjön ingår i det delavrinningsområde (687492-154191) som SMHI kallar för Utloppet av Skäråssjön. Medelhöjden är 234 meter över havet och ytan är 24,02 kvadratkilometer. Det finns inga avrinningsområden uppströms utan avrinningsområdet är högsta punkten. Sylån som avvattnar avrinningsområdet har biflödesordning 3, vilket innebär att vattnet flödar genom totalt 3 vattendrag innan det når havet efter 51 kilometer. Avrinningsområdet består mestadels av skog (77 procent). Avrinningsområdet har 4,44 kvadratkilometer vattenytor vilket ger det en sjöprocent på 18,5 procent.